# Sidi Boulbra
Sidi Boulbra est un site situé à proximité de la petite ville de Sidi Ishaq, entre Safi et Essaouira, dans la province d'Essaouira au Maroc. Depuis 1983, ce site est considéré pour la construction d'une centrale nucléaire. Le gouvernement marocain prévoit ainsi la création d’une centrale de production électrique avec l’assistance des États Unis, ce qui en ferait donc, le premier pays africain à bénéficier de cette technologie.

## Historique
Ce site est envisagé pour l'implantation d'une centrale nucléaire par le gouvernement du Maroc dès 1983 avec l'assistance de la Société française d'études et de réalisations nucléaires (Sofratome), une filiale d'EDF créée par Marcel Boiteux pour exporter le savoir-faire français en matière de centrales nucléaires. Des accords sont aussi conclus avec le Commissariat à l'énergie atomique. Le programme nucléaire marocain prévoit tout d'abord la réalisation de 6 réacteurs de 600 MW, puis est réduit à un seul réacteur de 900 MW à l'horizon 2005-2007. C'est dans cette perspective que le Centre d’études nucléaires de la Maâmora est équipé d'un réacteur de recherche américain au début des années 2000.
Le site est approuvé par l’Agence internationale de l'énergie atomique (AIEA) en décembre 2005.
Mais dès le 29 mai 2006, le ministre de l'énergie Mohammed Boutaleb affirme que "le Maroc ne dispose pas de programme nucléaire et n’a pas l’intention de réaliser de centrales thermo-nucléaires pour satisfaire ses besoins en énergies électriques".
En mars 2007, le groupe russe Atomstroyexport affirme dans un communiqué que "Moscou entre dans la compétition internationale qui voit plusieurs multinationales offrir à Rabat la technologie nécessaire à la construction d'un complexe nucléaire".
En 2015, une délégation de l'Agence internationale de l'énergie atomique exécute une mission de huit jours pour évaluer la capacité du Maroc à exploiter ses propres centrales nucléaires. En 2016, le Maroc pense à intégrer le nucléaire dans son mix énergétique d’ici 2030, et ce, afin de réduire sa dépendance énergétique.  Selon le quotidien marocain Akhbar Al Youm, des travaux de construction auraient commencé sur le site de Boulbra en juin 2016.